# Schronisko w Zielonych Skałkach
Schronisko w Zielonych Skałkach – jaskinia w polskich Pieninach. Wejście do niej znajduje się w Pieninach Spiskich, w Zielonych Skałkach, poniżej Schroniska w Zielonych Skałkach Górnego, na wysokości 600 m n.p.m.n. Jaskinia jest pozioma, a jej długość wynosi 15 metrów. Znajduje się na obszarze Pienińskiego Parku Narodowego, poza szlakami turystycznymi.

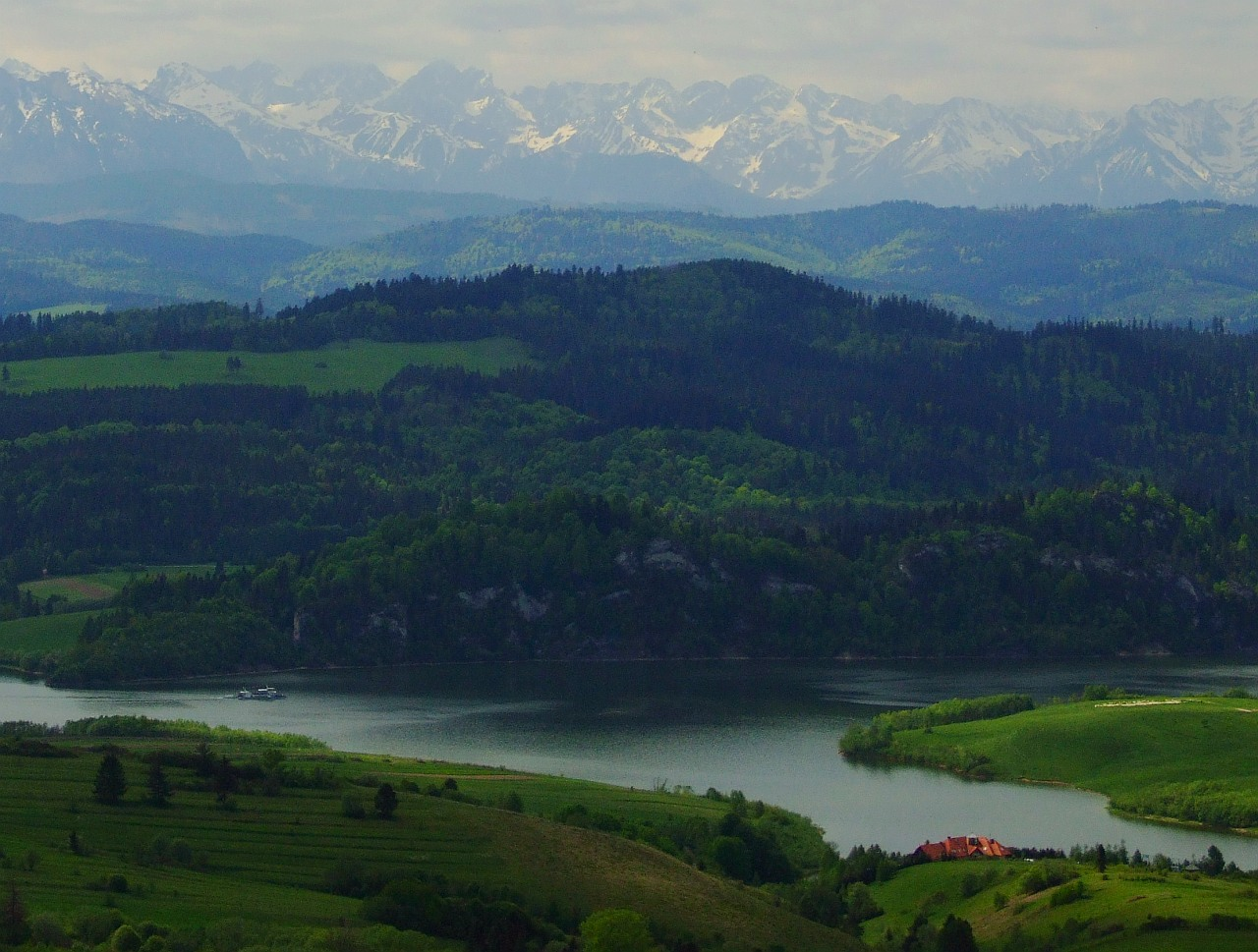
Widok na Zielone Skałki nad Zbiornikiem Czorsztyńskim

## Opis jaskini
Jaskinię  stanowi niewielka, pozioma sala zaczynająca się za dużym otworem wejściowym z okapem. Odchodzą z niej krótkie korytarzyki.

## Przyroda
W jaskini można spotkać mleko wapienne. Ściany są wilgotne, rosną na nich mchy, porosty, glony, wątrobowce i paprocie.

## Historia odkryć
Jaskinia była znana od dawna. Jej plan i opis sporządzili A. Amirowicz, J. Baryła i K. Dziubek w 1996 roku.